# Comuna Halmstad
Halmstad (Halmstads kommun) este o comună din comitatul Hallands län, Suedia, cu o populație de 94.084 locuitori (2013).

## Geografie

### Zone urbane
Lista celor mai mari zone urbane din comună (anul 2015) conform Biroului Central de Statistică al Suediei:
| Nr | Zona urbană    | Pop.   |
| -- | -------------- | ------ |
| 1  | Halmstad       | 66.124 |
| 2  | Oskarström     | 4.172  |
| 3  | Frösakull      | 2.296  |
| 4  | Getinge        | 1.909  |
| 5  | Åled           | 1.690  |
| 6  | Haverdal       | 1.681  |
| 7  | Gullbrandstorp | 1.642  |
| 8  | Trönninge      | 1.569  |
| 9  | Harplinge      | 1.498  |
| 10 | Steninge       | 1.112  |

## Demografie
| \| Evoluția demografică în comuna Halmstad, 1970–2015 \| Evoluția demografică în comuna Halmstad, 1970–2015 \| Evoluția demografică în comuna Halmstad, 1970–2015 \| Evoluția demografică în comuna Halmstad, 1970–2015 \| Evoluția demografică în comuna Halmstad, 1970–2015 \| \| ----------------------------------------------------------------------------------------------------- \| -------------------------------------------------- \| -------------------------------------------------- \| -------------------------------------------------- \| -------------------------------------------------- \| \| An \| \| \| Locuitori \| \| \| 1970 \| 1970 \| \| 70616 \| 70616 \| \| 1975 \| 1975 \| \| 74292 \| 74292 \| \| 1980 \| 1980 \| \| 76042 \| 76042 \| \| 1985 \| 1985 \| \| 77151 \| 77151 \| \| 1990 \| 1990 \| \| 80061 \| 80061 \| \| 1995 \| 1995 \| \| 83488 \| 83488 \| \| 2000 \| 2000 \| \| 85200 \| 85200 \| \| 2005 \| 2005 \| \| 88224 \| 88224 \| \| 2010 \| 2010 \| \| 91800 \| 91800 \| \| 2015 \| 2015 \| \| 96952 \| 96952 \| \| Sursa: SCB - Statistika Centralbyrån, Folkmängd efter region, civilstånd, ålder och kön. År 1968–2016 \| \| \| \| \| |      |  |           |       |
| Evoluția demografică în comuna Halmstad, 1970–2015 |      |  |           |       |
| An |      |  | Locuitori |       |
| 1970 | 1970 |  | 70616     | 70616 |
| 1975 | 1975 |  | 74292     | 74292 |
| 1980 | 1980 |  | 76042     | 76042 |
| 1985 | 1985 |  | 77151     | 77151 |
| 1990 | 1990 |  | 80061     | 80061 |
| 1995 | 1995 |  | 83488     | 83488 |
| 2000 | 2000 |  | 85200     | 85200 |
| 2005 | 2005 |  | 88224     | 88224 |
| 2010 | 2010 |  | 91800     | 91800 |
| 2015 | 2015 |  | 96952     | 96952 |
| Sursa: SCB - Statistika Centralbyrån, Folkmängd efter region, civilstånd, ålder och kön. År 1968–2016 |      |  |           |       |